# Lista de municípios fronteiriços do Brasil por IDH
Lista de municípios fronteiriços do Brasil por <IDH>, em ordem decrescente, baseada nos dados do IBGE 2005.
<td\>
| Posição - Município              | Estado             | IDH (PNUD/2000) |
| -------------------------------- | ------------------ | --------------- |
| Entre Rios do Oeste              | Paraná             | 0,847           |
| Itapiranga                       | Santa Catarina     | 0,832           |
| Marechal Rondon                  | Paraná             | 0,829           |
| Pato Bragado                     | Paraná             | 0,821           |
| Tunápolis                        | Santa Catarina     | 0,821           |
| Mercedes                         | Paraná             | 0,816           |
| Chuí                             | Rio Grande do Sul  | 0,811           |
| São José do Cedro                | Santa Catarina     | 0,804           |
| Capanema                         | Paraná             | 0,803           |
| Pranchita                        | Paraná             | 0,803           |
| Santana do Livramento            | Rio Grande do Sul  | 0,803           |
| Bagé                             | Rio Grande do Sul  | 0,802           |
| Foz do Iguaçu                    | Paraná             | 0,802           |
| Porto Mauá                       | Rio Grande do Sul  | 0,802           |
| Itaqui                           | Rio Grande do Sul  | 0,801           |
| Santa Helena                     | Paraná             | 0,799           |
| Santa Vitória do Palmar          | Rio Grande do Sul  | 0,799           |
| São Borja                        | Rio Grande do Sul  | 0,798           |
| Serranópolis do Iguaçu           | Paraná             | 0,796           |
| Uruguaiana                       | Rio Grande do Sul  | 0,788           |
| Santa Helena                     | Santa Catarina     | 0,787           |
| Crissiumal                       | Rio Grande do Sul  | 0,786           |
| Dom Pedrito                      | Rio Grande do Sul  | 0,783           |
| Ponta Porã                       | Mato Grosso do Sul | 0,780           |
| São Miguel do Iguaçu             | Paraná             | 0,779           |
| Barra do Quaraí                  | Rio Grande do Sul  | 0,777           |
| Guaíra                           | Paraná             | 0,777           |
| Quaraí                           | Rio Grande do Sul  | 0,776           |
| Novo Machado                     | Rio Grande do Sul  | 0,773           |
| Paraíso                          | Santa Catarina     | 0,773           |
| Corumbá                          | Mato Grosso do Sul | 0,771           |
| Bandeirante                      | Santa Catarina     | 0,765           |
| Doutor Maurício Cardoso          | Rio Grande do Sul  | 0,765           |
| Barracão                         | Paraná             | 0,764           |
| Jaguarão                         | Rio Grande do Sul  | 0,764           |
| Planalto                         | Paraná             | 0,763           |
| Porto Velho                      | Rondônia           | 0,763           |
| Porto Xavier                     | Rio Grande do Sul  | 0,762           |
| Mundo Novo                       | Mato Grosso do Sul | 0,761           |
| Itaipulândia                     | Paraná             | 0,760           |
| Belmonte                         | Santa Catarina     | 0,759           |
| Derrubadas                       | Rio Grande do Sul  | 0,759           |
| Pérola d'Oeste                   | Paraná             | 0,759           |
| Bela Vista                       | Mato Grosso do Sul | 0,755           |
| Porto Vera Cruz                  | Rio Grande do Sul  | 0,755           |
| Herval                           | Rio Grande do Sul  | 0,754           |
| Guaraciaba                       | Santa Catarina     | 0,751           |
| Roque Gonzales                   | Rio Grande do Sul  | 0,749           |
| Dionísio Cerqueira               | Santa Catarina     | 0,747           |
| Porto Lucena                     | Rio Grande do Sul  | 0,747           |
| Tiradentes do Sul                | Rio Grande do Sul  | 0,746           |
| Almeirim                         | Pará               | 0,745           |
| Alecrim                          | Rio Grande do Sul  | 0,743           |
| Guajará Mirim                    | Rondônia           | 0,740           |
| Cáceres                          | Mato Grosso        | 0,737           |
| Caracol                          | Mato Grosso do Sul | 0,725           |
| Comodoro                         | Mato Grosso        | 0,724           |
| Aral Moreira                     | Mato Grosso do Sul | 0,723           |
| Pirapó                           | Rio Grande do Sul  | 0,720           |
| Sete Quedas                      | Mato Grosso do Sul | 0,719           |
| Pacaraima                        | Roraima            | 0,718           |
| Oriximiná                        | Pará               | 0,717           |
| Alta Floresta d'Oeste            | Rondônia           | 0,715           |
| Garruchos                        | Rio Grande do Sul  | 0,715           |
| Pimenteiras do Oeste             | Rondônia           | 0,715           |
| Santo Antônio do Sudoeste        | Paraná             | 0,715           |
| Vila Bela da Santíssima Trindade | Mato Grosso        | 0,715           |
| Coronel Sapucaia                 | Mato Grosso do Sul | 0,713           |
| Iracema                          | Roraima            | 0,713           |
| São Nicolau                      | Rio Grande do Sul  | 0,713           |
| Esperança do Sul                 | Rio Grande do Sul  | 0,708           |
| Princesa                         | Santa Catarina     | 0,706           |
| Cabixi                           | Rondônia           | 0,705           |
| Antônio João                     | Mato Grosso do Sul | 0,702           |
| Caracaraí                        | Roraima            | 0,702           |
| Porto Murtinho                   | Mato Grosso do Sul | 0,698           |
| Bom Jesus do Sul                 | Paraná             | 0,696           |
| Porto Esperidião                 | Mato Grosso        | 0,695           |
| Aceguá                           | Rio Grande do Sul  | 0,687           |
| Epitaciolândia                   | Acre               | 0,684           |
| Plácido de Castro                | Acre               | 0,683           |
| Óbidos                           | Pará               | 0,681           |
| Acrelândia                       | Acre               | 0,680           |
| Poconé                           | Mato Grosso        | 0,679           |
| Paranhos                         | Mato Groso do Sul  | 0,676           |
| Assis Brasil                     | Acre               | 0,670           |
| Brasileia                        | Acre               | 0,669           |
| Cruzeiro do Sul                  | Acre               | 0,668           |
| Alto Alegre                      | Roraima            | 0,662           |
| Caroebe                          | Roraima            | 0,661           |
| Amajari                          | Roraima            | 0,654           |
| Bonfim                           | Roraima            | 0,654           |
| Sena Madureira                   | Acre               | 0,652           |
| Mâncio Lima                      | Acre               | 0,642           |
| Japorã                           | Mato Grosso do Sul | 0,636           |
| Costa Marques                    | Rondônia           | 0,611           |
| Capixaba                         | Acre               | 0,607           |
| Manoel Urbano                    | Acre               | 0,601           |
| Normandia                        | Roraima            | 0,600           |
| Alto Alegre dos Parecis          | Rondônia           | 0,592           |
| Benjamin Constant                | Amazonas           | 0,574           |
| São Gabriel da Cachoeira         | Amazonas           | 0,567           |
| Rodrigues Alves                  | Acre               | 0,550           |
| Uiramutã                         | Roraima            | 0,542           |
| Feijó                            | Acre               | 0,541           |
| Porto Walter                     | Acre               | 0,540           |
| Marechal Thaumaturgo             | Acre               | 0,533           |
| Santa Rosa do Purus              | Acre               | 0,525           |
| Barcelos                         | Amazonas           | 0,500           |
| Jordão                           | Acre               | 0,475           |
| Atalaia do Norte                 | Amazonas           | 0,450           |
| Guajará                          | Amazonas           | ni              |
| Japurá                           | Amazonas           | ni              |
| Laranjal do Jari                 | Amapá              | ni              |
| Nova Mamoré                      | Rondônia           | ni              |
| Oiapoque                         | Amapá              | ni              |
| Pedras Altas                     | Rio Grande do Sul  | ni              |
| Santa Isabel do Rio Negro        | Amazonas           | ni              |
| Santo Antônio do Içá             | Amazonas           | ni              |
| São Francisco do Guaporé         | Rondônia           | ni              |
| Tabatinga                        | Amazonas           | ni              |